# Никольский Затон
Никольский Затон — деревня в Юрьянском районе Кировской области в составе Гирсовского сельского поселения.

## География
Находится на правом берегу реки Вятка на расстоянии примерно 16 километров на северо-запад по прямой от центра города Киров.

## История
Деревня известна с 1926 года, когда здесь было учтено 47 хозяйств и 110 жителей . 

## Население
Постоянное население  составляло 21 человек в 2010 году.